# Anglosaská Anglie
Pojem anglosaská Anglie označuje Anglii (anglosasky Engla land) v období raného středověku, kdy se v průběhu 5. století jejím dominantním obyvatelstvem stali germánští Anglosasové, od opuštění provincie Británie Římany roku 410 do ovládnutí Anglie Normany roku 1066. Období 9.–10. století se vyznačuje počátky a formování jednotného anglosaského království. Roku 927 Ethelstan dobyl Northumbrii a stal se prvním králem, který získal kontrolu nad celým územím Anglie, tak vzniklo jednotné Anglické království (anglosasky Englalonde Rīce).
Mezidobí po odchodu Římanů a příchodem Germánů bývá označováno jako subrománská Británie (nebo také postřímská), kdy bylo ostrovní římské území provincie Británie postupně od východu dobýváno germánskými kmeny Anglů, Sasů a Jutů, přičemž romanizované keltské obyvatelstvo Romano-Britové byli vytlačováni dál na západ do Walesu nebo část z nich uprchla do Armoriky (čímž dali vzniknout Bretani).
V 6. století se začala utvářet anglosaská království a začíná období zvané Heptarchie, které se vyznačovalo ustálením sedmi stabilních království. Od konce 8. století přinesly důležité změny nájezdy vikingů a vztahy s kontinentem ovlivnily poslední období vlády Anglosasů.

## Historie

### Migrace a vznik království

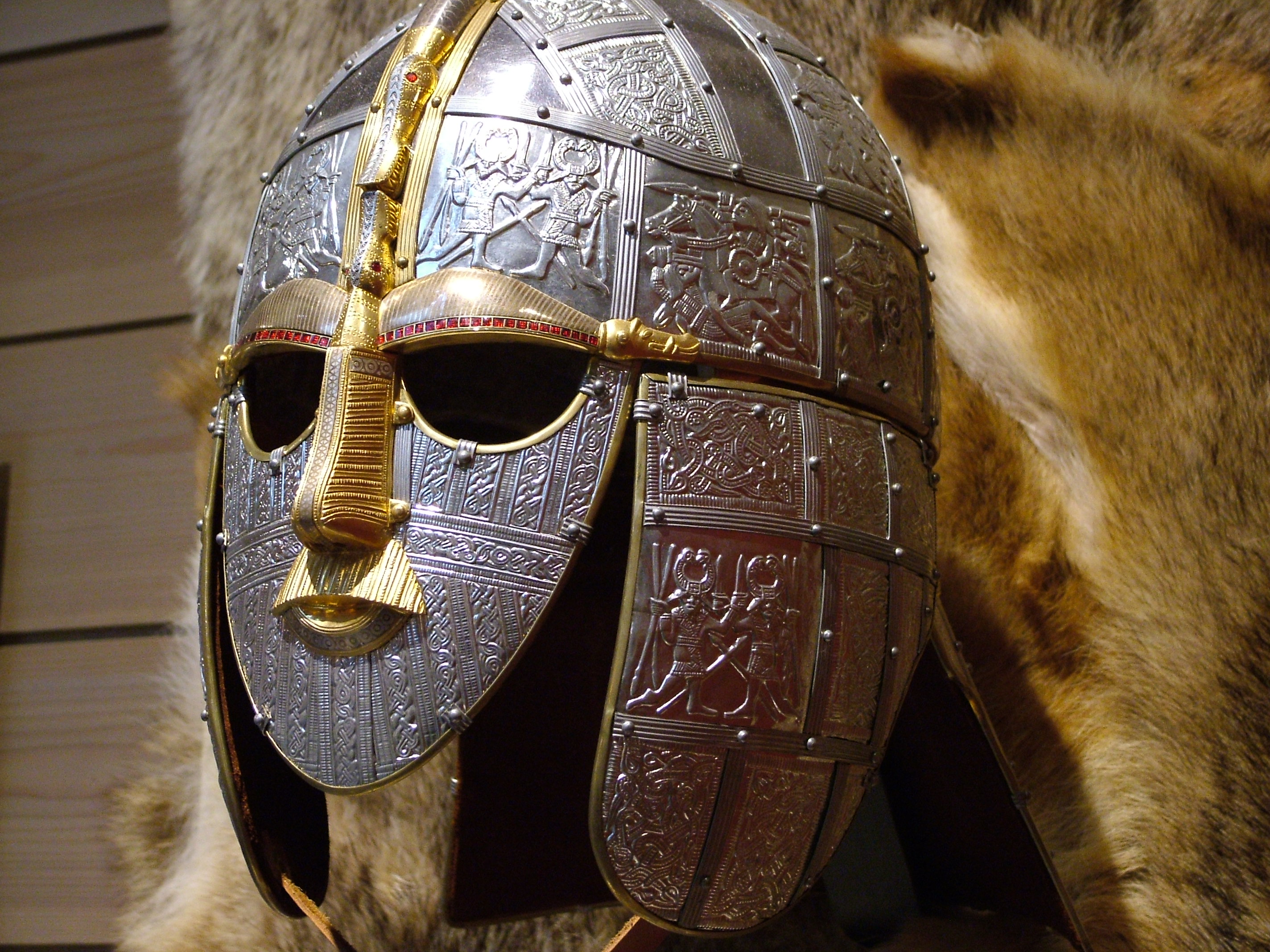
Replika anglosaské pohřební helmy z mohyly ze Sutton Hoo

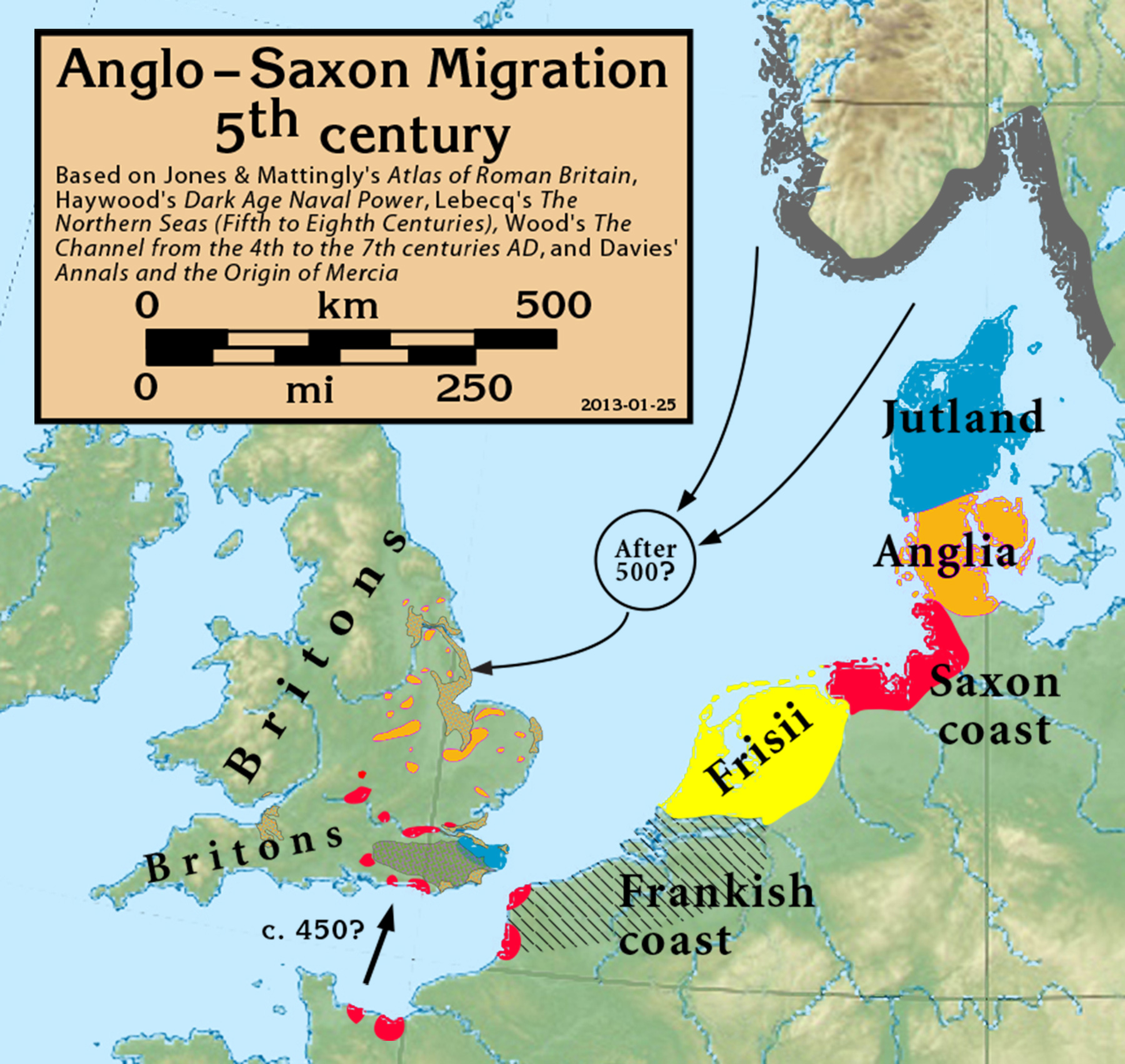
Anglosaská migrace v 5. století

Je obtížné sestavit souvislou chronologii událostí po odchodu Římanů z Británie a počátek vytváření anglosaských království. Archeologické nálezy ukazují, že poslední období vlády Římanů znamenalo úpadek venkovského i městského života.
Informace o anglosaských královstvích Kent, Bernicie, Deira a Lindsey pochází z keltských pramenů. Západní království Wessex a Mercie nejsou v těchto pramenech zmiňována. Tyto zdroje jsou doplněny archeologickými nálezy o rozšiřujícím se osídlování Británie Anglosasy. Není ani zcela zřejmé, zda Anglosasové nahradili původní obyvatele na jihu a východě země nebo s nimi žili pospolu. Podobně ve 4. století Keltové z Británie migrovali na kontinent do oblasti Galie a osidlovali Bretaňský poloostrov a sever Španělska.
I když informace o místě a době není spolehlivá, zdá se, že roku 495 po Bitvě u Mount Badon porazili původní obyvatelé Anglosasy a zastavili tak jejich postup na západ na několik desetiletí.

### Sedm království a šíření křesťanství

Heptarchie na počátku 9. století

Křesťanství se začalo v anglosaské Anglii šířit okolo roku 600. Prvním canterburským arcibiskupem byl jmenován roku 597 sv. Augustin. Roku 601 pokřtil prvního anglosaského krále, a to Æthelberhta, krále Kentu. Anglosaská křesťanská misie na kontinentu začala v 8. století a vedla k rozšíření křesťanství na celou Franskou říši.
V průběhu 7. a 8. století se moc přelévala mezi jednotlivými královstvími. Beda Venerabilis uvádí, že v 6. století byl nejmocnějším králem kentský král Æthelberht, ale později se centrum moci přesunulo na sever do království Northumbrie, které vzniklo spojením království Bernicie a Deira. Dominance Northumbrie skončila po dvou porážkách roku 679 v bitvě u řeky Trent od Mercie a roku 685 v bitvě u Nechtanesmere od Piktů. Problémy s nástupnictvím způsobily, že se později stala dominantní Mercie. Mercie si uchovala svůj vliv v průběhu 8. století, zvláště za vlády králů Æthelbalda a Offy. Tento vliv byl oslaben na konci tohoto století vznikem dalších menších království a hlavně vlivem vzrůstající síly Wessexu.
Toto období bývá někdy označováno jako heptarchie (vláda sedmi království). Toto označení vychází z existence sedmi důležitých království Northumbrie, Mercie, Kentu, Východní Anglie, Essexu, Sussexu a Wessexu, které byly hlavními mocenskými centry na jihu Británie. Poslední výzkumy ukazují, že dalšími významnými královstvími té doby byly i Hwicce, Magonsaete, Lindsey a Střední Anglie.

### Vikingové a Wessex
Prvním zaznamenaným nájezdem vikingů byl roku 793 jejich útok na klášter v Lindisfarne, uvedený v Anglosaské kronice. V té době už zřejmě byli vikingové usídleni na Orknejích a Shetlandách a je pravděpodobné, že některé jejich předchozí nájezdy nejsou zaznamenány. Invaze vikingů, především Velké dánské armády, změnily politickou a sociální situaci v zemi. Vítězství Alfréda Velikého roku 878 u Ethandunu zastavilo na určitou dobu jejich expanzi. Podobně měl vpád vikingů vliv na sever ostrova a zřejmě bylo důvodem vzniku království Alba, které bylo předchůdcem Skotského království.

Anglie roku 878. Území Danelawu červeně.

Po určitém období, kdy vikingové jen loupili a plenili, se začali v Anglii i usídlovat. Jejich důležitým centrem byl York (Jorvik). Vznikala různá spojenectví mezi vikinským královstvím Yorku a Dublinem. Osidlování Dány a Nory mělo vliv i na angličtinu, což se projevuje především v pojmenování míst, kde se usídlili.
Důležitou událostí v 9. století byl růst moci království Wessex. Ke konci Alfrédovy vlády ovládal tento panovník Západních Sasů území Wessexu, bývalých samostatných království Sussex a Kent a několik králů jižních waleských království ho uznávalo jako svého svrchovaného pána, stejně jako Mercie v době, kdy tam vládl jeho zeť Æthelred.

### Sjednocení Anglie
Alfréd zemřel roku 899 a jeho následníkem se stal jeho syn Eduard. Ten spolu se svým švagrem Æthelredem bojoval proti Dánům, zahájil expanzi na území obsazená Dány a začal tam budovat opevnění na jejich obranu. Po Æthelredově smrti převzala vládu jeho manželka Æthelfleda a spolu s Eduardem pokračovala v expanzi. Roku 918 Eduard ovládal veškerá území Anglie na jih od řeky Humber. V tomto roce zemřela Æthelfleda a Mercie se stala součástí Wessexu. Ethelstan byl prvním králem, který získal kontrolu nad celým územím Anglie poté, co roku 927 dobyl Northumbrii. Odrazil útok směřující k změně vlády v Northumbrii a v bitvě u Brunanburhu porazil spojená vojska Skotů a vikingů. Po jeho smrti jeho nástupci Edmund I. i Edred ztratili kontrolu nad Northumbrií. Až Edredův nástupce Edgar dosáhl trvalého sjednocení Anglie.

### Dánové a Normanská invaze

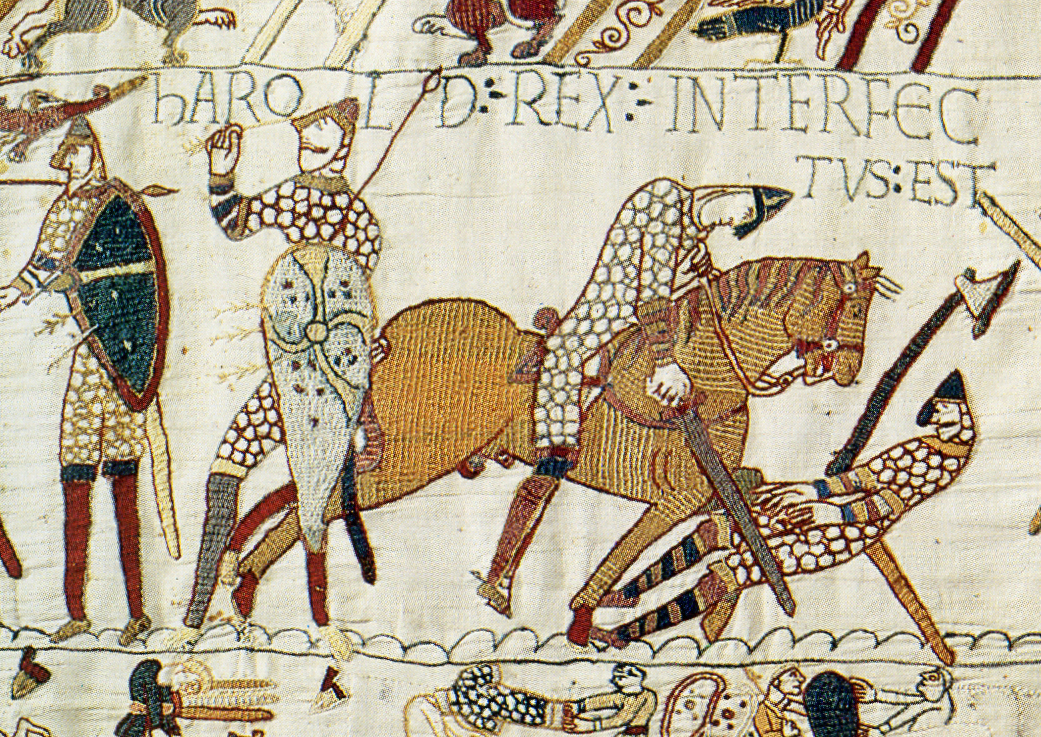
Smrt Harolda Godwinsona v bitvě u Hastingsu na tapisérii z Bayeux

Na konci 10. století obnovili vikingové své útoky na Anglii. Ethelred II. vládl dlouhou dobu, ale nakonec podlehl Svenovi, králi Dánska, i když po jeho smrti se znovu ujal moci. Nicméně jeho syn Edmund II. zemřel krátce nato a anglickým králem se stal Svenův syn Knut a Anglie se stala součástí velké říše rozkládající se kolem Severního moře.
Vláda nad Anglií přecházela na následníky Ethelreda a Knuta po celou polovinu 11. století. Roku 1066 dospěla po smrti Eduarda Vyznavače do situace, kdy si na anglický trůn činili nárok Harold II. Godwinson, který se stal anglickým králem, ale i Vilém, vévoda z Normandie (pozdější Vilém I. Dobyvatel) a Harald III. (podporovaný Haroldovým bratrem Tostigem).
Situace se vyhrotila invazí vikingů i Normanů. Harold nejprve porazil v bitvě u Stamford Bridge vojsko Haraldovo, ale byl poražen v bitvě u Hastingsu Vilémovým normanským vojskem. Vilém byl 25. prosince 1066 korunován anglickým králem.